# Balanga (Nigeria)
Balanga è un Local government area della Nigeria, appartenente allo Stato di Gombe, sul confine con lo Stato di Adamawa. Il suo quartier generale si trova nella città di Tallase.
Il concilio ha 212.549 abitanti e si estende su un territorio di circa 1.626 km².
Il codice postale è 761.